# Jack O Roonie
Jack O Roonie, de son vrai nom Jacques Chelidonis, connu également sous le nom de Jack(y) Fire, né le 9 septembre 1967 à Charleroi, est un contrebassiste et bassiste belge, de style rockabilly, blues et jazz. 
Anciennement membre des Wild Ones, des Domino's, de La Muerte (en concert uniquement), de 3 Lost Maniacs, des Seatsniffers, de Doghouse Sam & His Magnatones, de Swell Rhythm Combo et de Runnin' Wild, il s'est produit avec des artistes tels que Wanda Jackson, Slim Jim Phantom, Andre Williams, Ronnie Dawson, Bobby Hendrickx (des Drifters) ou encore Tim Polecat. En solo, il s'est spécialisé dans la musique de film.
Après un premier 45-tours enregistré à l'âge de 15 ans (avec Teddy Levis), il rejoint les Wild Ones. au sein desquels il est vite remarqué pour son jeu de scène particulièrement sauvage. Il a acquis au fil des années une réputation d'esthète de la contrebasse. L'European Blues Union le considère comme « un des tous grands de la contrebasse ».

## Biographie
Établi à Los Angeles à la fin des années 1990, il devient un musicien de session de renom au sein de la scène rockabilly californienne, se produisant régulièrement au Cat Club sur Sunset Boulevard. Pendant cinq ans, il accompagne - sur scène ou en studio - un grand nombre d'artistes dont Ronnie Dawson, Johnny Powers, Slim Jim Phantom, Alain Whyte, Danny B. Harvey, Andre Williams, Bill Tapia et Big Sandy.
De retour en Belgique (après un détour par Montréal), il est très demandé comme musicien de session et devient le contrebassiste de prédilection des artistes rockabilly et blues internationaux en tournée européenne. Il a récemment accompagné Little Victor ainsi que la Queen of Rockabilly Wanda Jackson, qui dira qu'il « joue de la contrebasse exactement tel qu'elle doit être jouée ».

## Musique de films
En solo, Jack O Roonie a composé et interprété la musique du film Doubleplusungood, ainsi que de Michael Blanco de Stephan Streker, dans lequel il joue un petit rôle (crédité sous le nom de Jacky Fire).

## Discographie

### En solo
- Doubleplusungood: The Original Motion Picture Soundtrack (WéMè Records, 2016)

### Avec The Wild Ones
- Crossroads (Soundwork, 1986)
- Still Untamed (Vemsa, 1988)
- Feelin' Good (Migraine Records, 2018)

### Avec Doghouse Sam & His Magnatones
- Buddha Blue (Music Avenue, 2012)
- Knock Knock (Blues Boulevard, 2014)
- A Doghouse Tribute to the Blues Greats (Rootshouse, 2017)

### Avec 3 Lost Maniacs
- Back 4 Blood (I Scream Records, 2006)

### Avec Swell Rhythm Combo
- I Ain't Your Monkey Man (Swell Rhythm, 2009)

### Avec Runnin' Wild
- I Dressed In Black Today (Drunkabilly, 2008)
- The Midnight Creature, [Crystal & Runnin' Wild] (Rhythm Bomb Records, 2018)

### Comme musicien de session
- Mystery Train - Crazy, Young And Wild (Eagle Records, 1995)
- Brigitte Handley avec Danny B. Harvey - Stand Your Ground (Revel Yell Music, 2001)
- Bill Tapia - Tropical Swing (Moon Room, 2004)
- Bertrand Lani - It Gets Bluer In A While (Oompah Beat Records, 2012)
- Blues Karloff - Light and Shade (Blues Boulevard, 2015)